# Rio Boncuţa
O Rio Boncuţa é um rio da Romênia afluente do Rio Telejenel, localizado no distrito de Prahova.